# Kash Patel
Pour les articles homonymes, voir Patel.
Kashyap Pramod Patel, dit Kash Patel, né le 25 février 1980 à Garden City (État de New York), est un avocat et haut fonctionnaire américain. 
Chef de cabinet au Pentagone durant la première présidence de Donald Trump, il est choisi pour prendre la tête du Federal Bureau of Investigation (FBI) au sein de sa seconde administration. Sa nomination, qui fait l'objet d'une controverse en raison de ses prises de positions, est confirmée par le Sénat le 20 février 2025. Il entre en fonction le lendemain. 

## Biographie

### Jeunesse et débuts comme avocat
Kashyap Pramod Patel naît le 25 février 1980 à Garden City dans l'État de New York, de parents immigrés d'origine indienne. Son père travaille comme comptable dans le secteur de l'aviation. La famille habite une zone résidentielle destinée aux classes moyennes supérieures, à Long Island, et est plutôt aisée. Il prétend être originaire du Queens mais cela se révèle être faux.
Il fait ses études à l'université de Richmond, en Virginie, puis entre à l'université Pace, où il obtient un diplôme de droit. Il devient avocat et espère intégrer un cabinet à succès afin d'augmenter ses revenus, mais il n'est pas engagé. Il rejoint le département de la Justice, où il est chargé de la lutte antiterroriste. Après un procès raté lors duquel il s'est présenté sans sa tenue d'avocat, il se sent humilié et quitte l'administration fédérale.
Il est employé comme conseiller par Devin Nunes, représentant républicain de Californie impliqué dans la campagne présidentielle de Donald Trump en 2016 et futur PDG de Truth Social. Il en profite pour régler ses comptes avec le département de la Justice, notamment en transmettant des informations à la chaîne conservatrice Fox News.

### Au service de Donald Trump
Il est considéré par Donald Trump[Quand ?] comme une personne qu'il pourrait utiliser comme « bourreau politique pour éradiquer et virer tous ceux à la Maison-Blanche qu'il soupçonnait de ne pas être suffisamment loyaux ». Une fois élu, le président tente de le faire engager à la CIA, mais la direction de l'agence refuse de lui accorder un poste. Donald Trump le place donc au secrétariat à la Défense. Kash Patel est renvoyé de l'administration présidentielle après l'élection de Joe Biden et se rapproche à nouveau de Trump.
En 2024, quelques jours avant l'élection présidentielle américaine, Kash Patel est pressenti pour prendre la tête de la CIA en cas de victoire de Donald Trump. C'est finalement John Ratcliffe qui hérite du poste.

### Direction du FBI
Le 29 novembre 2024, le président élu Donald Trump annonce sa nomination à la tête du Federal Bureau of Investigation (FBI), au sein de sa nouvelle administration, qui prend ses fonctions à partir du 20 janvier 2025,,. Sa confirmation par la Commission judiciaire du Sénat des États-Unis donne lieu à un long débat ; il est confirmé à son poste le 20 février 2025. Patel nomme Dan Bongino, ex-policier de New York et animateur d'un podcast ultraconservateur pro-Trump, comme directeur adjoint du FBI.
Le 8 février 2025, The Washington Post révèle que Kash Patel a reçu 25 000 $ de Global Tree Pictures, une société de production cinématographique basée à Los Angeles et dirigée par Igor Lopationok, cinéaste russo-américain pro-Kremlin. La somme récompense sa participation à un film sur Donald Trump produit pour la chaîne de Tucker Carlson. Dans le film, il affiche son intention de « fermer le siège du FBI et en faire un musée sur l'État profond »,.
Lors de ses auditions, il refuse de garantir qu'il ne s'en prendra pas à des adversaires politiques, malgré son engagement de « dépolitiser » l'agence. Sa nomination est critiquée par l'opposition pour son manque d'expérience et ses positions politiques marquées, mais est accueillie favorablement par des groupes d'extrême droite américains tels que les Proud Boys, plusieurs anciens dirigeants de la Division Atomwaffen ainsi que des partisans de la mouvance QAnon, qui espèrent être moins ciblés par les enquêtes du FBI.

## Prises de position
Kash Patel est connu pour sa méfiance envers les institutions gouvernementales, qu'il qualifie souvent d'« État profond » ou de « gangsters du gouvernement ». Il est un critique virulent de l'enquête du FBI concernant les liens entre la campagne de Donald Trump et la Russie en 2016.
Entre 2021 et 2025, il soutient publiquement la mouvance QAnon sur le réseau social Truth Social, utilise des mots-dièses associés au mouvement, apparaît dans plus de 50 épisodes de podcasts promouvant QAnon, et déclare admirer les « compétences de recherche » de ses adhérents. En 2022, il déclare : « Le phénomène Q est un mouvement auquel beaucoup de gens s'attachent. Je suis en désaccord avec beaucoup de ce que dit ce mouvement, mais je suis d'accord avec beaucoup de ce qu'il dit aussi ». Lors de son audition de confirmation au poste de directeur du FBI devant la Commission judiciaire du Sénat, Kash Patel nie tout lien avec QAnon, affirmant avoir « publiquement rejeté les théories conspirationnistes sans fondement de QAnon ».